# Paranorthia fissurata
Paranorthia fissurata är en ringmaskart som beskrevs av Fauchald 1972. Paranorthia fissurata ingår i släktet Paranorthia och familjen Onuphidae. Inga underarter finns listade i Catalogue of Life.